# Alex Joffé
Pour les articles homonymes, voir Joffé.
Alex Joffé, ou Alexandre Joffé, est un réalisateur et scénariste français, né le 18 novembre 1918 à Alexandrie (Égypte) et mort le 18 août 1995 à Paris 15e.

## Biographie
Alex Joffé a commencé sa carrière cinématographique comme opérateur de prise de vue, avant de devenir le secrétaire de Jean Aurenche. Il a été ensuite le scénariste de plusieurs films, tout en abordant la réalisation en 1946.
Il est le père du réalisateur Arthur Joffé.
Il est inhumé au cimetière parisien de Bagneux (division 48).

## Filmographie

### Réalisateur
- 1946 : Six heures à perdre avec André Luguet et Denise Grey
- 1953 : Lettre ouverte avec Robert Lamoureux et Geneviève Page
- 1955 : Les Hussards avec Bourvil, Bernard Blier, Virna Lisi, Giovanna Ralli, Louis de Funès et Georges Wilson (2 875 093 entrées)
- 1956 : Les Assassins du dimanche avec Barbara Laage, Dominique Wilms et Jean-Marc Thibault
- 1957 : Les Fanatiques avec Pierre Fresnay et Michel Auclair
- 1959 : Du rififi chez les femmes avec Robert Hossein, Roger Hanin et Silvia Monfort
- 1960 : Fortunat avec Bourvil et Michèle Morgan (3 338 332 entrées)
- 1961 : Le Tracassin ou Les Plaisirs de la ville avec Bourvil et Pierrette Bruno (1 842 130 entrées)
- 1962 : Les Culottes rouges avec Bourvil et Laurent Terzieff (2 077 647 entrées)
- 1965 : Pas question le samedi avec Robert Hirsch (1 836 779 entrées)
- 1965 : La Grosse Caisse avec Bourvil et Paul Meurisse (1 827 286 entrées)
- 1968 : Les Cracks avec Bourvil, Robert Hirsch et Monique Tarbès (2 946 373 entrées)

### Scénariste
- 1943 : Ne le criez pas sur les toits
- 1944 : Florence est folle
- 1945 : Adieu chérie avec Danielle Darrieux
- 1946 : Tant que je vivrai
- 1946 : Christine se marie
- 1946 : Fille du diable
- 1946 : L'assassin n'est pas coupable
- 1947 : Six heures à perdre
- 1948 : El Supersabio
- 1949 : El Mago
- 1949 : Millionnaires d'un jour
- 1950 : Le 84 prend des vacances
- 1950 : Trois Télégrammes
- 1951 : Nous irons à Monte-Carlo et Monte Carlo Baby, version anglaise
- 1951 : Sans laisser d'adresse
- 1951 : Seul dans Paris
- 1953 : Taxi
- 1953 : Lettre ouverte
- 1953 : Femmes de Paris
- 1954 : L'Aventurier de Séville
- 1955 : Les Hussards
- 1956 : Les Assassins du dimanche
- 1956 : Je reviendrai à Kandara
- 1957 : Les Fanatiques
- 1959 : Du rififi chez les femmes
- 1960 : Fortunat
- 1961 : Le Tracassin ou Les Plaisirs de la ville
- 1962 : Les Culottes rouges
- 1965 : Pas question le samedi
- 1965 : La Grosse Caisse
- 1968 : Les Cracks

### Acteur
- 1957 : Amour de poche de Pierre Kast
- 1960 : Tirez sur le pianiste de François Truffaut
- 1987 : Hôtel du Paradis de Jana Boková

## Théâtre
- Alex Joffé et Jean Giltène, Florence et le dentiste, comédie en 3 actes, Paris, Théâtre du Vieux-Colombier, 1949